# Amílcar Vásques Días
Amílcar Vásques Días (* 7. März 1945 in Badim) ist ein portugiesischer Komponist und Pianist.
Vásques Días studierte Piano und Komposition ab 1967 an den Konservatorien von Oporto und Braga. Am Koninklijk Conservatorium Den Haag studierte er von 1974 bis 1981 Komposition bei Louis Andriessen, Peter Schat and Jan van Vlijmen und elektro-akustische Musik bei Dick Raaijmakers und Gilius van Bergeijk.
Er komponierte in verschiedenen Genres; seine Musik wurde auf einschlägigen Festivals wie June in Buffalo (USA), Cantigas do Maio (Seixal, Portugal), dem Astrakhan Kammermusik-Festival von Astrakhan, dem Manchester Music Festival und dem Capuchos-Musikfestival und dem Festival von Sao Paulo aufgeführt. Sie wurde von dem Orkest De Volharding, aber auch von Nancy Lee Harper und ihm selbst auf Tonträger veröffentlicht.
Neben seinen Tätigkeiten als Pianist und Komponist lehrte Vásques Días zwischen 1996 und 2010 als Musikprofessor an der Universität Évora.